# 퍼트리샤 리처드슨

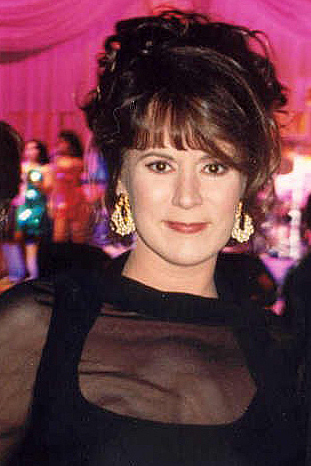

퍼트리샤 리처드슨(Patricia Richardson, 1951년 2월 23일 ~ )는 미국의 배우이다.
베데스다에서 태어났다.

## 출연 작품
- 카운티 라인 (2017년)
- 스노우 브라이드 (2013년)
- 애버리스 (2013년) - 클레어 역
- 스마트 쿠키 (2012년) - 로라 역
- 뷰티풀 웨이브 (2011년)
- 더 젠센 프로젝트 (2010년) - 잉그리드 역
- 로스트 드림 (2009년)
- 롱 스토리 쇼트 (2008년)
- California Dreaming (2007) - 보니 역
- 금발의 여인 (2001년) - 글래디스 베이커 역
- 율리스 골드 (1997년)
- 스티브 마티니의 인생 (1996년)
- 아빠 뭐하세요 (1991년)
- 거리의 청춘 (1989년)
- 참전 용사 (1989년)
- C.H.U.D. (1984년)
- 유 베터 왓치 아웃 (1980년)

### 텔레비전
- 더 데일리 쇼 (1999-2001) - 본인
- 웨스트 윙 (2005-06)